# Mary Lynn Rajskub
 (mars 2019).
Si vous disposez d'ouvrages ou d'articles de référence ou si vous connaissez des sites web de qualité traitant du thème abordé ici, merci de compléter l'article en donnant les références utiles à sa vérifiabilité et en les liant à la section « Notes et références ».
Mary Lynn Rajskub, née le 22 juin 1971 à Détroit, dans le Michigan, aux (États-Unis), est une humoriste, actrice et scénariste américaine.

## Biographie
Elle s'est illustrée à la scène dans une série de one-woman shows et à la télévision, où elle a tenu le rôle de l'informaticienne Chloe O'Brian à partir de la troisième saison de 24 heures chrono.
Elle se destinait à une carrière artistique, notamment en étudiant au San Francisco Art Institute. Au début des années 1990, elle se produisait régulièrement  aux open-mikes de San Francisco ou elle lisait des poérisies expérimentales. Elle abandonna la peinture après le succès de son premier spectacle. Sitôt arrivée à Los Angeles, elle fut engagée sur l'émission à sketches de David Cross et Bob Odenkirk, Mr. Show with Bob and Daniel, avant de rejoindre le mythique The Larry Sanders Show, puis de participer à The Army Show, The Donner Channel, Infos FM, Les Dessous de Veronica, King of Queens, Good Morning, Miami, etc.
Elle compte parmi ses films des comédies aussi connues que Fashion victime et La blonde contre-attaque avec Reese Witherspoon, Eh mec ! Elle est où ma caisse ? et Road Trip, ainsi que The Storytelling, de Todd Solondz, Punch-Drunk Love de Paul Thomas Anderson, Mysterious Skin de Gregg Araki.
En 2006, elle a joué dans le thriller de Richard Loncraine, Firewall, au côté d'Harrison Ford et a participé au film indépendant Little Miss Sunshine, où elle est l'une des assistantes du concours du beauté.
En 2009, elle joue dans deux films : Sunshine Cleaning et Julie et Julia.
En 2014, elle retrouve son rôle de Chloe O'Brian dans une nouvelle saison de 24 heures chrono intitulée 24: Live Another Day.

## Filmographie

### Au cinéma

#### Longs métrages
- 1996 : Entre chiens et chats (The Truth About Cats & Dogs) de Michael Lehmann : Voix radio
- 1997 : Who's the Cabosse? de Sam Seder : la mangeuse de cheeseball
- 1998 : The Thin Pink Line de Joe Dietl et Michael Irpino : Suzy Smokestack
- 1998 : Bury Me in Kern Country de Julien Nitzberg : Amanda
- 1999 : Magnolia de Paul Thomas Anderson : Janet, l'assistante de Frank (voix)
- 1999 : Man on the Moon de Miloš Forman : Friday's Mary
- 2000 : Road Trip de Todd Phillips : Blind Brenda
- 2000 : Sunset Strip (en) de Adam Collis (en) : Eileen
- 2000 : Eh mec ! Elle est où ma caisse ? (Dude, Where's My Car?) de Danny Leiner : Zelmina, membre du culte
- 2001 : Storytelling de Todd Solondz : Melinda (segment Fiction)
- 2001 : The Anniversary Party de Jennifer Jason Leigh et Alan Cumming : Mary-Lynn
- 2002 : Punch-Drunk Love - Ivre d'amour (Punch-Drunk Love) de Paul Thomas Anderson : Elizabeth
- 2003 : Fashion victime (Sweet Home Alabama) d'Andy Tennant : Dorothea
- 2003 : Claustrophobia de Mark Tapio Kines : Grace
- 2003 : La blonde contre-attaque (Legally Blonde 2: Red, White & Blonde) de Charles Herman-Wurmfeld : Reena Giuliani
- 2004 : Mysterious Skin de Gregg Araki : Avalyn Friesen
- 2006 : Little Miss Sunshine de Jonathan Dayton et Valerie Faris : Pam, l'assistante du concours
- 2006 : Firewall de Richard Loncraine : Janet Stone
- 2006 : Vendeurs d'élite (Grilled) de Jason Ensler : Renee
- 2007 : American Fork de Chris Bowman : Peggy Orbison
- 2008 : Sunshine Cleaning de Christine Jeffs : Lynn Wiseman
- 2009 : Julie et Julia (Julie & Julia) de Nora Ephron : Sarah
- 2010 : A Night of 140 Tweets: A Celebrity Tweet-A-Thon for Haiti de Michael J. Rosenstein : @Rajskub
- 2013 : The Kings of Summer de Jordan Vogt-Roberts : le capitaine Davis
- 2014 : Play Nice de Rodman Flender : Ellen Bell
- 2014 : Jason Nash Is Married de Jason Nash : Erica Savage
- 2014 : All Stars de Lance Kinsey : Tina Travanti
- 2015 : Sex, Death and Bowling d'Ally Walker : Kim Wells
- 2017 : Wilson de Craig Johnson : Jodie
- 2018 : Back to School de Malcolm D. Lee
- 2021 : The Tomorrow War de Chris McKay : Norah
- 2022 : Please Baby Please d’Amanda Kramer : Lois

#### Courts métrages
- 2001 : The Girls Guitar Club de Ruben Fleischer : Mary Lynn
- 2010 : Camera Obscura de Kai Beverly-Whittemore : Ruth

### À la télévision

#### Séries télévisées
- 1995-1996 : Mr. Show with Bob and David (en) : Varié (10 épisodes)
- 1996-1998 : The Larry Sanders Show : Mary Lou Collins (18 épisodes)
- 1997 : Over the Top : Linda (1 épisode)
- 1997 : The Weird Al Show : Weather Woman (1 épisode)
- 1998 : Infos FM (NewsRadio) : Serveuse (1 épisode)
- 1998 : The Army Show : Sgt. Madeline Tipton (2 épisodes)
- 1999 : Tracey Takes On...  (1 épisode)
- 1999-2000 : Les Dessous de Veronica (Veronica's Closet) : Chloe (15 épisodes)
- 2001 : The Downer Channel : Varié (2 épisodes)
- 2001 : Late Friday : Girls Guitar Club (2 épisodes)
- 2001 : Late Friday : Mary Lynn Margolis (1 épisode)
- 2001 : Voilà ! (Just Shoot Me!) : Penny (1 épisode)
- 2002 : Gilmore Girls : la petite amie de Kirk dans le film (1 épisode )
- 2002 : Un gars du Queens (The King of Queens) : Priscilla Stasna (1 épisode)
- 2003 : Good Morning, Miami : Hollis (1 épisode)
- 2003-2014 : 24 heures chrono (24) : Chloe O'Brian (137 épisodes)
- 2004 : Home Movies (1 épisode)
- 2005 : Kelsey Grammer Presents: The Sketch Show : Varié
- 2006 : Gilmore Girls : Troubadour (1 épisode)
- 2006 : Freak Show : Mary Lynn (voix) (1 épisode)
- 2007 : Les Simpson (The Simpsons) : Chloe O'Brian (voix) (1 épisode)
- 2007 : Human Giant : Mindy (voix) (2 épisodes)
- 2008 : The Middleman : Dr Gibbs (1 épisode)
- 2009 : Flight of the Conchords : Art Garfunkel fanatic (1 épisode)
- 2009 : Philadelphia : Gail the Snail (1 épisode)
- 2010 : Backwash :  Narrateur
- 2010 : Raising Hope : Tanya (1 épisode)
- 2010 : Royal Pains : Blake (1 épisode)
- 2011 : Modern Family : Tracy (1 épisode)
- 2012 : Grey's Anatomy : Mme Steiner (saison 8 épisode 23)
- 2013 : Mentalist : Sous influence (saison 5 épisode 11) : Susie Hamplin
- 2013 : New Girl : Yolanda Winston (saison 2 épisode 24) : Peg
- 2013 : Arrested Development : Heartfire (saison 4)
- 2013 : 2 Broke Girls : Bebe (saison 3)
- 2014 : Californication : Goldie (saison 7)
- 2015 : Brooklyn Nine-Nine : Genevieve (saison 3 et 4)
- 2016 : The Girlfriend Experience : Erin Roberts
- 2018 : Hawaï 5-0 (saison 9 épisode 5) : Crystal
- 2020 : Esprits Criminels : L'Autre monde (saison 15, épisode 7) : Brenda Hacker
- 2024 : Présumé innocent (saison 1, épisode 8) : témoin au procès

#### Téléfilms
- 1996 : Mr. Show with Bob and David: Fantastic Newness de Troy Miller et John Moffitt : Personnages variés
- 2004 : Helter Skelter - La Folie de Charles Manson (Helter Skelter)  de John Gray : Lynette 'Squeaky' Fromme
- 2010 : I Confess de Andy Haskins : Mary Lynn Rajskub

#### Clip
- 2014 : sElf - Looks & Money : Dickey
- 1996 : Weezer - The Good Life : Livreuse de pizza

### Au théâtre
- The Girls Guitar Club
- 2010, Mary Lynn Spreads her legs

### En tant que scénariste
- 2001 : The Girls Guitar Club

## Nominations et récompenses
- 2005, nommée aux Screen Actors Guild Awards
- 2007, nommée aux Screen Actors Guild Awards

## Voix francophones
En France, Mary Lynn Rajskub est doublée par plusieurs comédiennes.
En France
| - Patricia Marmoras dans : - 24 Heures chrono (série télévisée) - Julie et Julia - Royal Pains (série télévisée) - Raising Hope (série télévisée) - Gentleman : Mode d'emploi (série télévisée) - Californication (série télévisée) - Brooklyn Nine-Nine (série télévisée) - Marie Chevalot dans : - How High 2 - Esprits criminels (série télévisée) - Un Noël pas comme les autres - Stéphanie Lafforgue dans : - The Girldfriend Experience (série télévisée) - The Tomorrow War | Et aussi - Martine Regnier dans Les Dessous de Veronica, (série télévisée) - Agathe Schumacher dans Firewall - Carole Gioan dans La blonde contre-attaque - Brigitte Aubry dans Kelsey Grammer Presents: The Sketch Show, (série télévisée) - Agathe Chouchan dans 2 Broke Girls (série télévisée) - Cléo Anton dans Wilson - Marie Van R dans Back to School - Anne Plumet dans The Dropout, (série télévisée) |

## Vie privée
En 2009, elle épouse Matthew Rolph  (né en 1969) lors d'un mariage impromptu à Las Vegas. Le couple a un fils, Valentine Anthony né le 24 juillet 2008.